# 海軍陸戰隊渦輪科技

MTT 商標

海軍陸戰隊渦輪科技（英文：Marine Turbine Technology，縮寫：MTT，是一家位於美國路易斯安那州的摩托車製造公司，其中一項產品為MTT渦輪超級機車。

## 外部連結
- （英文）官方網站 （页面存档备份，存于）